# Chirita varicolor
Chirita varicolor är en tvåhjärtbladig växtart som beskrevs av Ding Fang och D.H. Qin. Chirita varicolor ingår i släktet Chirita och familjen Gesneriaceae. Inga underarter finns listade i Catalogue of Life.